# Never Let Me Go

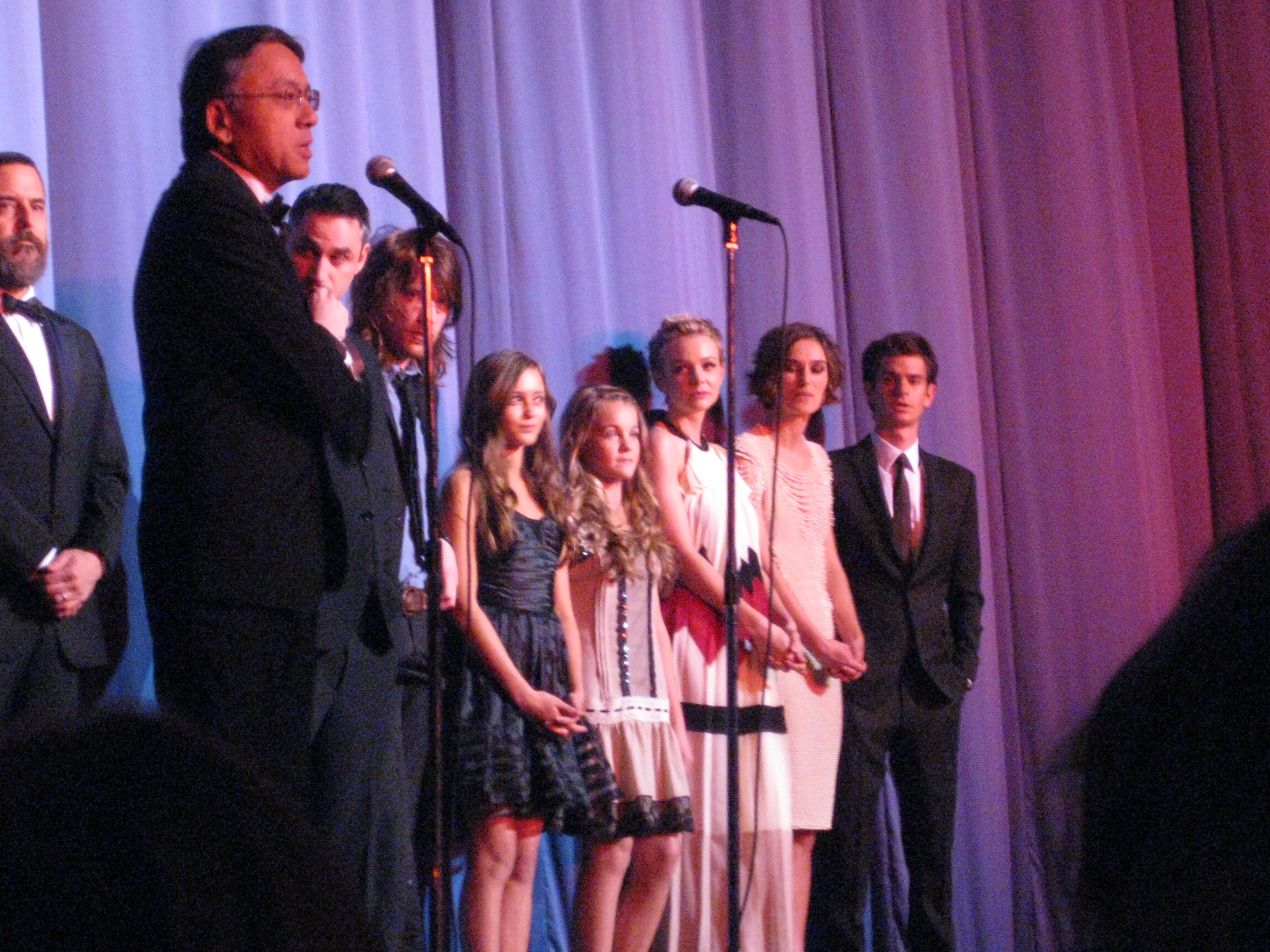
Cast van Never Let Me Go op het BFI filmfestival

Never Let Me Go is een Brits drama-sciencefictionfilm uit 2010 onder regie van Mark Romanek. Het verhaal hiervan is gebaseerd op dat uit het gelijknamige boek van Kazuo Ishiguro. De film won onder meer een British Independent Film Award voor beste hoofdrolspeler (Carey Mulligan) en een Saturn Award voor beste bijrolspeler (Andrew Garfield).

## Inhoud

### Proloog
Nadat in 1952 een grote doorbraak plaatsvond in de wetenschap van gezondheidszorg, was tegen 1967 de levensverwachting gestegen tot voorbij de 100 jaar.

### Verhaal
Kathy H. Kathy is 31 jaar oud en een verzorger van donors. Van afstand bekijkt ze de operatie van een jongeman, een donor. Dit doet haar terugdenken aan haar jeugd in kindertehuis Hailsham, met haar beste vriend en vriendin Tommy en Ruth. Tijdens hun opgroeien daar wordt het de drie langzaam maar zeker duidelijk dat zij en alle andere kinderen daar enkel en alleen worden klaargestoomd om als levende donoren te dienen, net zo lang tot hun lichamen het begeven.

## Rolverdeling
- Carey Mulligan - Kathy
- Izzy Meikle-Small - Jonge Kathy
- Keira Knightley - Ruth
- Ella Purnell - Jonge Ruth
- Andrew Garfield - Tommy
- Charlie Rowe - Jonge Tommy
- Charlotte Rampling - Miss Emily
- Sally Hawkins - Miss Lucy
- Kate Bowes Renna - Miss Geraldine
- Hannah Sharp - Amanda
- Christina Carrafiell - Laura
- Oliver Parsons - Arthur
- Luke Bryant - David
- David Sterne - Keffers
- Andrea Riseborough - Chrissie
- Domhnall Gleeson - Rodney